# 定期航空協会
定期航空協会（ていきこうくうきょうかい、略称：定航協　英語: THE SCHEDULED AIRLINES ASSOCIATION OF JAPAN）は、航空運送事業に関する諸般の調査、研究等を行い、我が国航空運送事業の健全な発展を促進することを目的としている、定期便を運航する日本の航空会社による任意の業界団体。本部は全日本航空事業連合会と同じ場所に置かれており、国土交通省に要望を行ったり、共通の安全対策を提言したりするなどの活動を行っているが、法人格は持っていない。

## 概要
- 所在地: 東京都港区芝3-1-15 芝ボートビル8F

## 活動内容
公式サイトに記載されている活動内容は以下の通り。
- 航空運送事業に関する調査、研究
- 政府、国会、政党等に対する陳情、要望
- 航空利用者等への広報活動
- 法務関係諸問題に関する事項
- その他本会の目的を達成するために必要な事項

## 会員企業
2023年9月時点の公式サイトに記載されている会員企業は、以下の通り。
- JALグループ
  - 日本航空
  - 日本トランスオーシャン航空
  - 日本エアコミューター
  - ジェイエア
  - ジェットスター・ジャパン
  - スプリング・ジャパン
  - ZIPAIR Tokyo
- ANAホールディングス傘下
  - 全日本空輸
  - 日本貨物航空
  - ANAウイングス
  - エアージャパン
  - Peach Aviation
- リージョナルプラスウイングス傘下
  - AIR DO
  - ソラシドエア
- その他
  - スターフライヤー
  - スカイマーク
  - フジドリームエアラインズ
  - アイベックスエアラインズ